# Segmento

I punti A e B danno origine ad un segmento (colore verde)

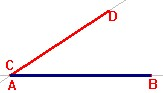
Due segmenti consecutivi

In geometria un segmento è una parte di retta compresa tra due punti, detti estremi.
Quando i due estremi si trovano su una curva, il segmento è detto corda. Quando i due estremi sono vertici di un poligono, il segmento è detto lato se i due vertici sono adiacenti, altrimenti è detto diagonale.
Il segmento, generalmente, si indica con due lettere maiuscole dell'alfabeto latino, poste agli estremi (indicati da 2 punti). Essendo una linea, si può indicare anche con una lettera minuscola posta fra i due estremi, anche se questa notazione non è propriamente corretta.

## Terminologia

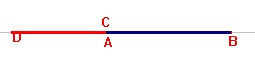
Due segmenti adiacenti

- Due segmenti sono consecutivi se hanno un estremo in comune e nessun altro punto;
- due segmenti si dicono congruenti se si possono sovrapporre in modo che coincidano punto per punto;
- due segmenti consecutivi sono adiacenti se appartengono alla stessa retta;
- due segmenti sono esterni se non hanno punti in comune;
- due segmenti si dicono incidenti quando hanno un solo punto in comune, detto di intersezione, tale non è estremo per entrambi;
- due segmenti si dicono coincidenti se hanno entrambi gli estremi in comune;
- due segmenti sono sovrapposti se hanno un estremo in comune e tutti i punti di uno (quello minore) sono in comune con i punti dell'altro segmento.

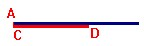
Due segmenti sovrapposti

## Definizione astratta
In algebra lineare si può introdurre un concetto primitivo di segmento, costruito in un ambiente generico e astratto quale uno spazio vettoriale: si definisce "segmento" un sottoinsieme L di uno spazio vettoriale reale V che può essere descritto come 
{\displaystyle L=\{\mathbf {u} (1-t)+t\mathbf {v} \mid \mathbf {u} ,\mathbf {v} \in V,t\in [0,1]\}}
Gli estremi di L sono poi definiti come i vettori {\displaystyle \mathbf {u} } e {\displaystyle \mathbf {v} }. 
Un segmento (chiuso) di estremi {\displaystyle \mathbf {a} } e {\displaystyle \mathbf {b} } può essere indicato con la scrittura {\displaystyle [\mathbf {a} ,\mathbf {b} ]}, analoga alla notazione utilizzata nel caso 1-dimensionale per gli intervalli di {\displaystyle \mathbb {R} }.